# Alan Helffrich
Alan Boone Helffrich, född 7 augusti 1900 i New York, död 3 februari 1994 i Dunedin i Florida, var en amerikansk friidrottare.
Helffrich blev olympisk mästare på 4 x 400 meter vid sommarspelen 1924 i Paris.